# Bituriges

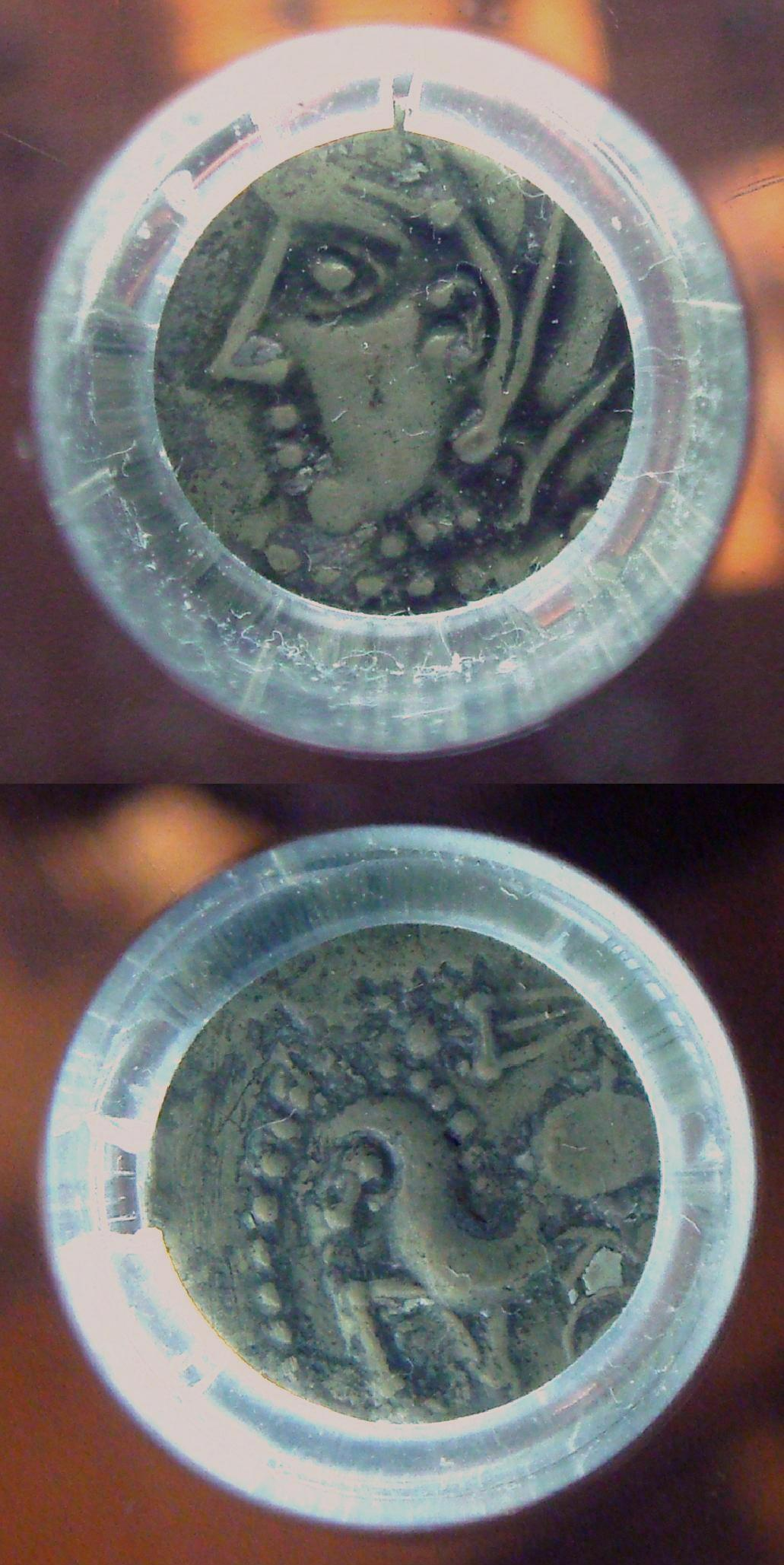
Zilveren munten van de Bituriges Cubi.

De Bituriges waren een Gallische stam met als hoofdstad Bourges (Avaricum).
In het begin van de jaartelling was het een van de belangrijkste stammen. Tussen de 2e eeuw v.Chr. en de komst van de Romeinen bezetten zij een twintigtal oppida in het gebied tussen het Centraal Massief in het zuiden, de moerassen van de Brenne en de Sologne in het westen en het noorden en de vallei van de Loire in het oosten. Argentomagus (dicht bij het hedendaagse Argenton-sur-Creuse) was een belangrijk centrum van de Bituriges.
De invloed van de stam werd snel minder na het begin van de jaartelling. Dit is een van de vele stammen die uit elkaar lijkt gevallen te zijn: de Cubi leefden dicht bij Bourges/Berry, de Vivisci dicht bij Burdigala (Bordeaux). De naam betekent 'koningen van de wereld'.
Gallia Cisalpina:
Anares · Beluni · Boii · Carni · Caturiges · Cenomani · Ceutrones · Insubres · Lepontii · Libici · Lingones · Nerusi · Salassi · Segusani · Suetri · Taurini · Vedianti

Gallia Transalpina:
Aedui · Albici · Allobroges · Ambarri · Ambiani · Andecavi · Arecomici · Atrebati · Aulerci Cenomani · Aulerci Diablintes · Aulerci Eburovices · Arverni · Baiocasses · Bellovaci · Bituriges Cubi · Bituriges Vivisci · Cadurci · Caleti · Carnutes · Catalauni · Caturiges · Cavares · Cenomani · Centrones · Cetrones · Commoni · Condrusi · Coriosolitae · Durocasses · Eciates · Eleuteti · Gabali · Garocelli · Geidumni · Grudii · Helvetii · Helvii · Lemovices · Leuci · Levaci · Lexovii · Lingones · Mandubii · Mediomatrici · Medulli · Menapii · Morini · Namnetes · Nantuates · Nerviërs · Nitiobriges · Osismii · Parisii · Petrocorii · Pictones · Pleumoxii · Redones · Remi · Ruteni · Salluviërs · Santones · Segni · Segovellauni · Segusiavi · Senones · Sequani · Silvanectes · Sordones · Suessiones · Tectosages · Tigurini ·  Tougener · Treveri · Tricasses · Tricastini · Turones ·  Veliocasses · Vellavi · Venelli · Veneti · Viducasses · Viromandui · Vocontii · Volcae Arecomici · Volcae Tectosages · Vivisci